# Televisión Universidad de Concepción
 (octobre 2018).
Televisión Universidad de Concepción (Télévision Université de Concepción), plus connu sous son sigle TVU, est un réseau régional de télévision qui appartient au Holding Octava Producciones de l'Université de Concepción.

## Histoire
Les origines de la Télévisión de l'Université de Concepción remontent à 1977 , sous l'administration du recteur Heynry Rochna Viola le circuit fermé du canal 10 a été donné à vie, avec la télévision éducative.
En 1993, le recteur Augusto Parra Muñoz a poussé l'idée d'avancer vers un signal par câble qui considérait la province: tâche qui s'est matérialisée entre les mains du professionnel Dragomir Yancovic et de la société Video Cable Concepción. La même année, il sollicite une concession pour un signal aérien, approuvé et octroyé par le ministère des Transports et des Télécommunications en octobre 1994, pour une durée de 25 ans.Fin 1996, le canal quitte le Barrio Universitario et est installé dans certaines installations de la rue Chacabuco.
Après d'intenses préparatifs, le 4 avril 1997, TVU a commencé ses transmissions au moyen d'un signal de réception gratuit. 
Depuis décembre 2002, le signal TVU arrive par le câble VTR dans la ville de Chillán et par Metropolis jusqu'à Temuco et Los Angeles.En 2005, la chaîne a numérisé ses processus et acquis des équipements à la pointe de la technologie, ce qui a permis d’améliorer notablement le signal qui arrive aujourd’hui en signal ouvert à toute la province de Concepción  et par câble à Arauco, Los Ángeles, Chillán, Temuco, Osorno, Valdivia, Puerto Montt, Puerto Varas et Castro. Le 23 février 2008, il a mené une interview  à la suite de la première réunion de wikipédiens à Concepción, la première chaîne de télévision au Chili à le faire.

## Programmes

### Culture
Dans sa programmation, souligne qu'une bonne partie de la grille est destinée à des programmes culturels; généralement des documentaires réalisés par National Geographic Channel et DW en Allemagne. Il diffuse également des concerts de musique classique, des spectacles de théâtre, des opéras et des ballets.

### Informations
TVU noticias

## Slogans
- 1997-2001 : Junto a usted cada día (À côté de vous tous les jours)
- 2001-2003 : La nueva imagen del sur (La nouvelle image du sud)
- 2004 : ¡Ese es mi canal! (C'est ma chaîne!)
- 2005-2007 : Te sorprende (Cela te surprend)
- 2008-2013 :
- 2014-2016 : ¡Eres tú! (C'est toi!)
- 2016- actualité: La comunidad del contenido (La communauté de contenu)

## Logos

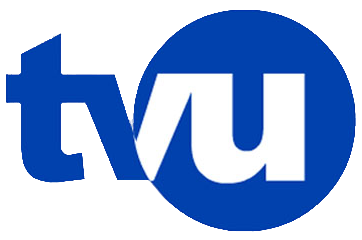
2002-2016
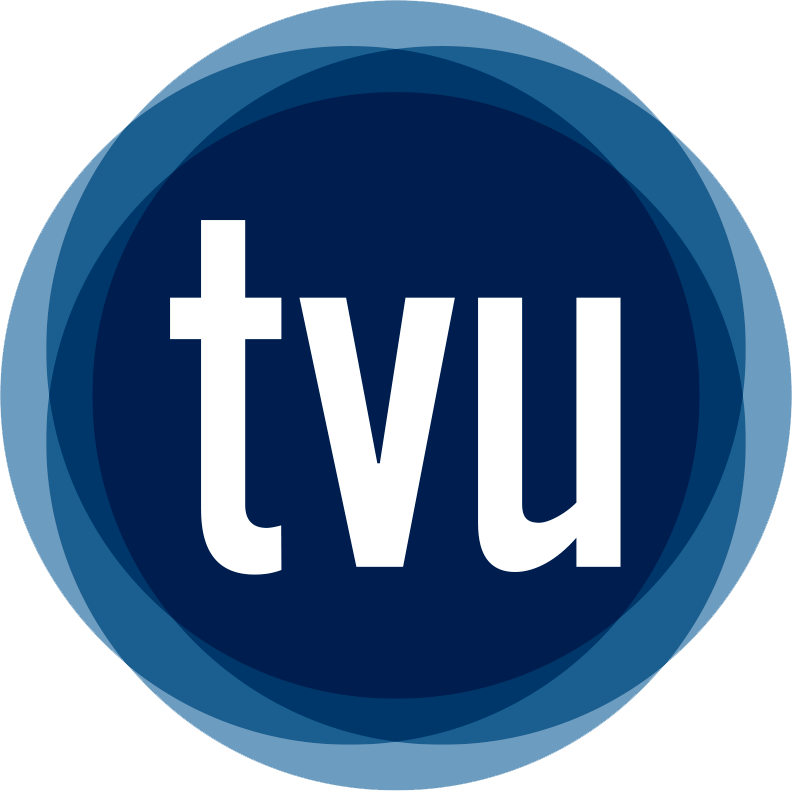
2016-2021
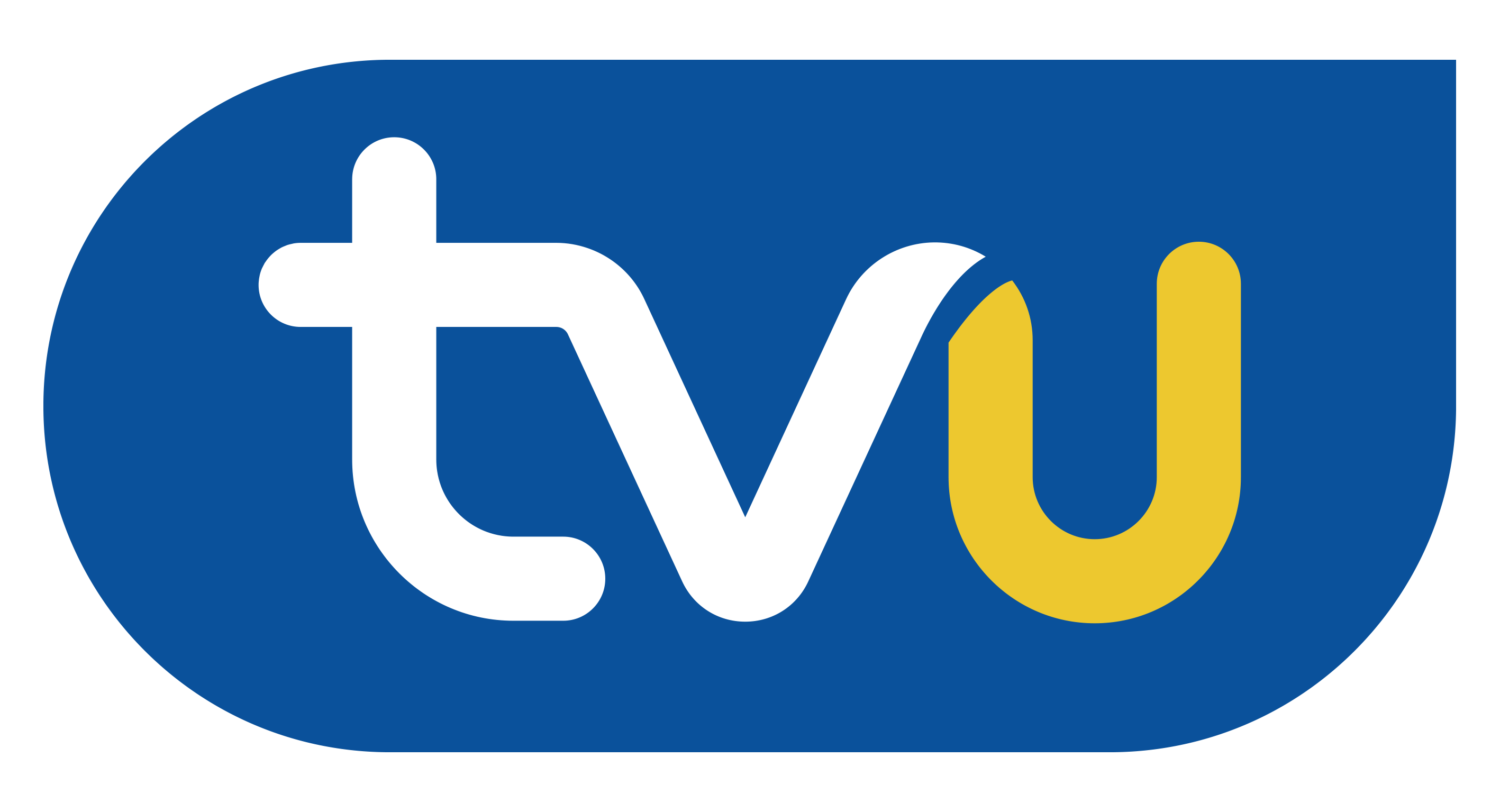
2021-à présent